# Tașlîk, Haivoron
Tașlîk (în ucraineană Ташлик) este un sat în comuna Cemerpil din raionul Haivoron, regiunea Kirovohrad, Ucraina.

## Demografie
Componența lingvistică a localității Tașlîk
     Ucraineană (90,09%)
     Rusă (8,11%)
     Română (1,8%)
Conform recensământului din 2001, majoritatea populației localității Tașlîk era vorbitoare de ucraineană (90,09%), existând în minoritate și vorbitori de rusă (8,11%) și română (1,8%).